# Alpi Retiche meridionali
Le Alpi Retiche meridionali (Südliche Rätische Alpen in tedesco) sono una sezione delle Alpi, appartenenti alle Alpi Sud-orientali, estese in Italia tra le regioni Lombardia e Trentino-Alto Adige, con la vetta più alta che è l'Ortles che raggiunge i 3.905 m s.l.m..

## Classificazione
Secondo la Partizione delle Alpi del 1926 le Alpi Retiche formavano una sola sezione alpina. Le nuove classificazioni, tra le quali la SOIUSA, per motivi principalmente di composizione geologica hanno suddiviso le Alpi Retiche in tre sezioni distinte: Alpi Retiche occidentali, Alpi Retiche orientali ed Alpi Retiche meridionali.

## Geografia
Secondo la SOIUSA le Alpi Retiche meridionali sono una sezione alpina con la seguente classificazione:
- Grande parte = Alpi Orientali
- Grande settore = Alpi Sud-orientali
- Sezione = Alpi Retiche meridionali
- Codice = II/C-28

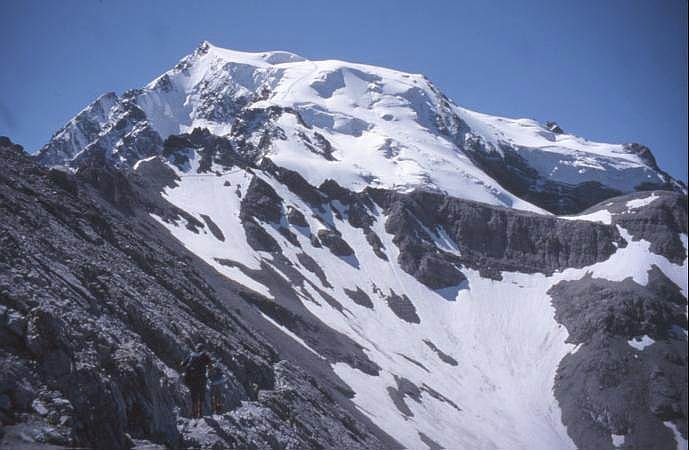
L'Ortles, la vetta più alta

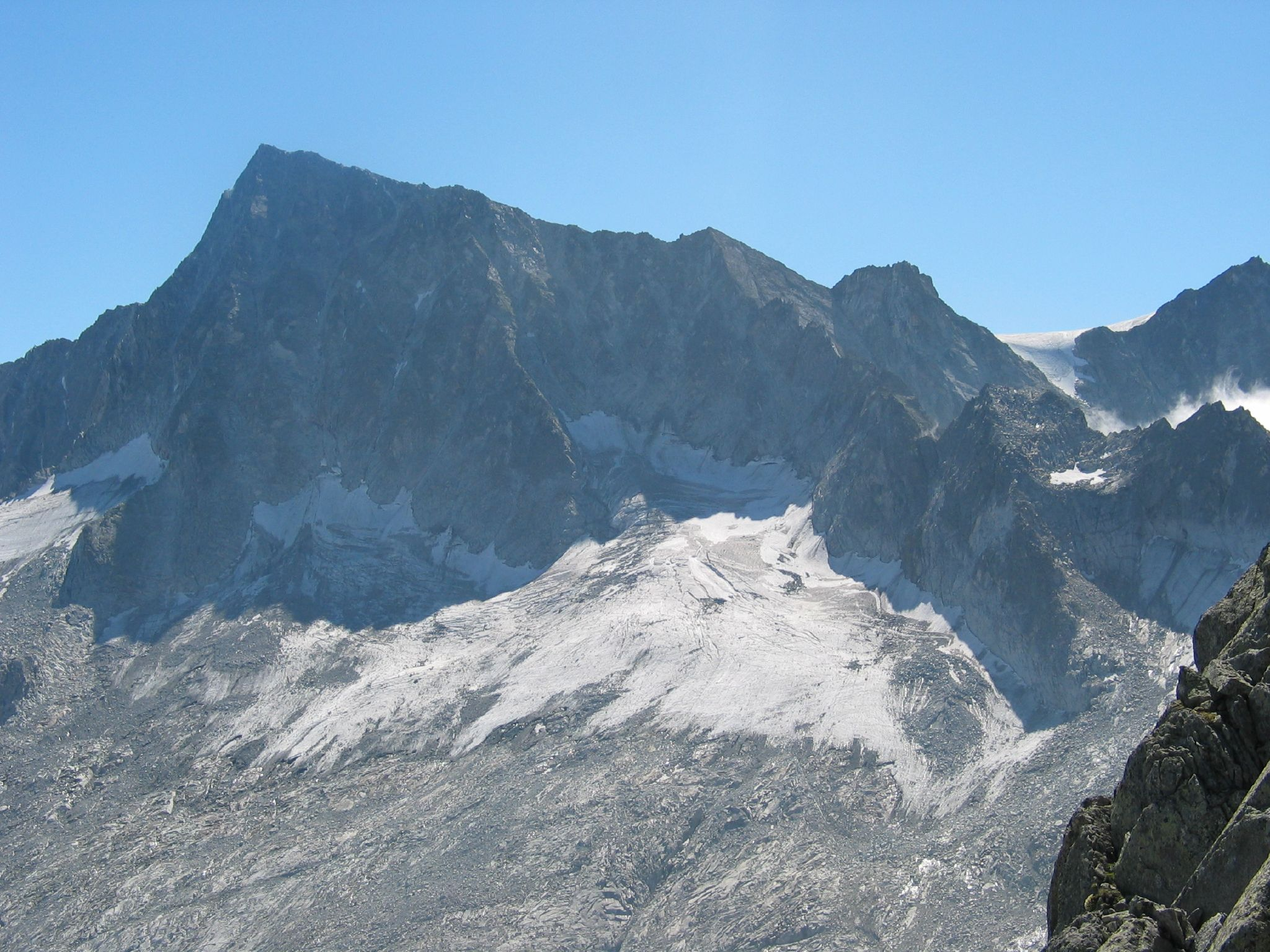
Il Monte Adamello visto da ovest

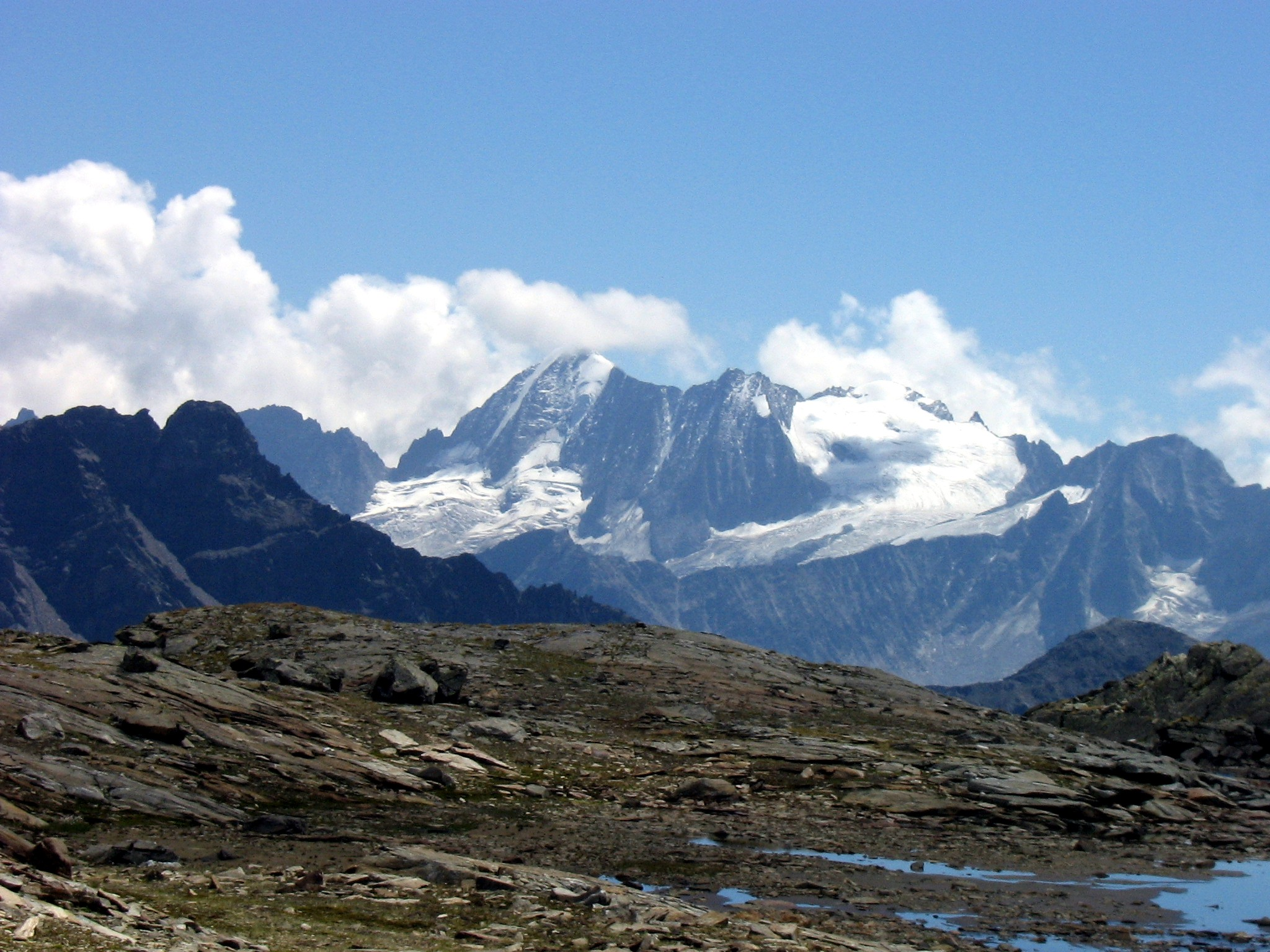
Cima Presanella

Le Alpi Retiche meridionali confinano a nord con le Alpi Retiche orientali dalle quali sono divise dal corso del fiume Adige. Confinano a nord-ovest con le Alpi Retiche occidentali dalle quali sono divise dal passo dello Stelvio e dal corso del fiume Adda. Confinano a sud-ovest con le Alpi e Prealpi Bergamasche dalle quali sono divise dal passo dell'Aprica. Confinano a sud con le Prealpi Bresciane e Gardesane dalle quali sono divise dal passo di Crocedomini. Confinano ad est con le Dolomiti dalla quali sono divise dal corso del fiume Adige.
Non si trovano lungo la catena principale alpina, ma a sud della medesima in quanto si staccano dalle Alpi Retiche occidentali al passo dello Stelvio. Nel dettaglio i limiti geografici delle Alpi Retiche meridionali sono: Passo dello Stelvio, Valle di Trafoi, Val Venosta, Merano, Valle dell'Adige, Bolzano, Valle dell'Adige, Trento, Sella di Narano, Giudicarie, Sella di Bondo, Giudicarie, Lago d'Idro, Valle del Caffaro, Passo di Crocedomini, Val Grigna, Val Camonica, Edolo, Valle di Corteno, Passo dell'Aprica, alta Valtellina, Valle del Braulio, Passo dello Stelvio.

## Suddivisione
Le Alpi Retiche meridionali secondo la SOIUSA sono a loro volta suddivise in 4 sottosezioni e 6 supergruppi:
- Alpi dell'Ortles
  - Gruppo Ortles-Cevedale
  - Gruppo Sobretta-Gavia
- Alpi della Val di Non
  - Catena Olmi-Luco-Roen
- Alpi dell'Adamello e della Presanella
  - Gruppo dell'Adamello
  - Gruppo della Presanella
- Dolomiti di Brenta
  - Gruppo di Brenta e della Paganella.

Le Alpi dell'Ortles si trovano nella zona nord-occidentale delle Alpi Retiche meridionali; le Alpi della Val di Non nella zona nord-orientale; le Alpi dell'Adamello e della Presanella nella zona sud-occidentale e le Dolomiti di Brenta nella zona sud-est.

## Vette
| Vetta                 | Altezza [m] |
| --------------------- | ----------- |
| Ortles                | 3905        |
| Gran Zebrù            | 3857        |
| Monte Cevedale        | 3769        |
| Cima Presanella       | 3558        |
| Adamello              | 3539        |
| Corno dei Tre Signori | 3360        |
| Cima Tosa             | 3173        |
| Monte Sobretta        | 3296        |
| Punta di Pietra Rossa | 3275        |
| Monte Gavia           | 3220        |
| Punta Valmalza        | 3094        |
| Cima di Savoretta     | 3053        |
| Monte Padrio          | 2153        |
| Paganella             | 2098        |

## Valichi

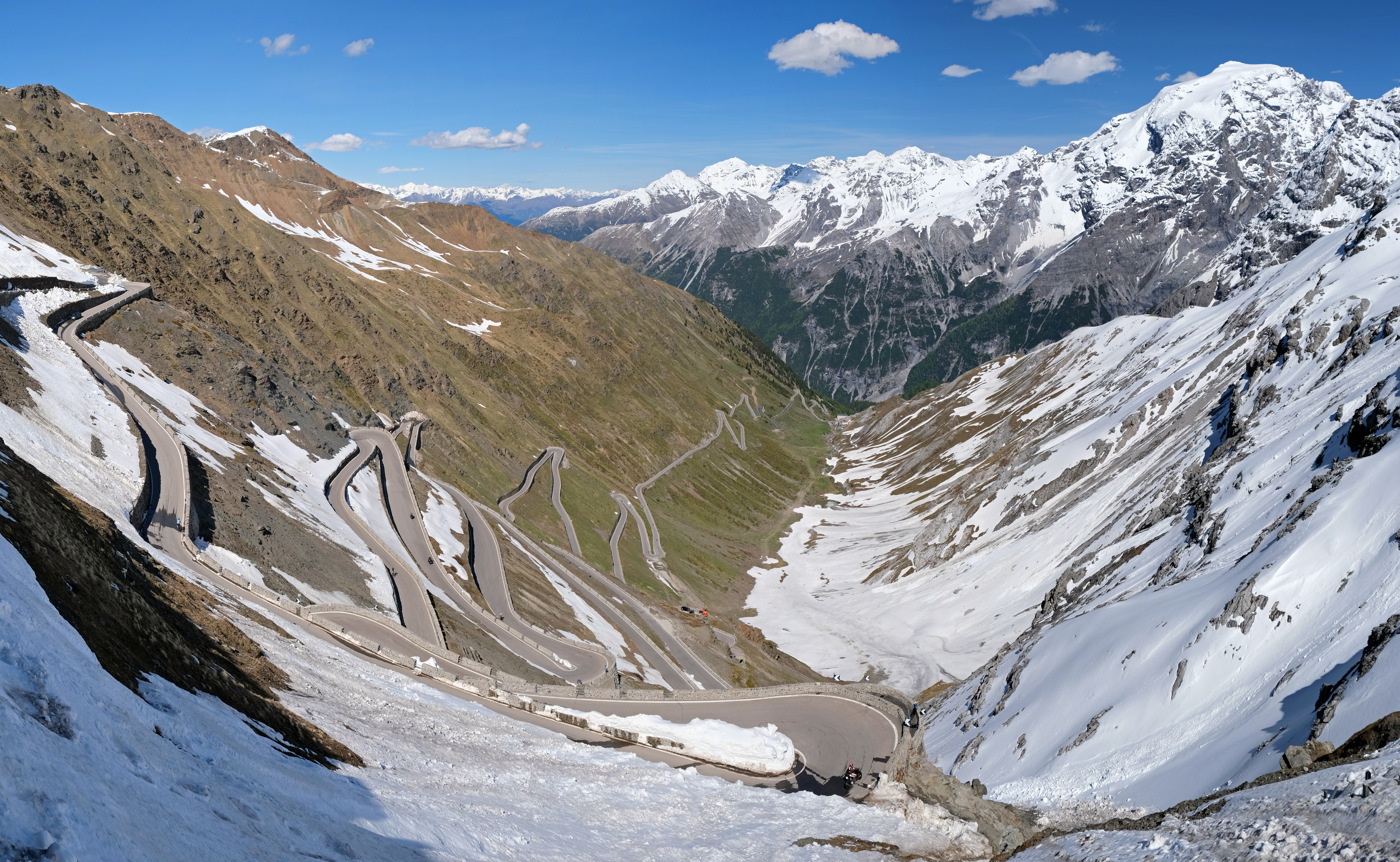
Passo dello Stelvio

I principali valichi che interessano le Alpi Retiche meridionali sono:
- Passo del Tonale
- Passo dell'Aprica
- Passo Crocedomini
- Passo di Gavia
- Passo della Mendola
- Passo del Mortirolo
- Passo dello Stelvio